# Potęga przyjaźni
Potęga przyjaźni (ang. The Mighty) – amerykański film fabularny z 1998 roku w reżyserii Petera Chelsoma na podstawie powieści Rodmana Philbricka.
W Polsce znany jest także pod tytułem Potężny i szlachetny.

## Obsada
- Sharon Stone – Gwen Dillon
- Kieran Culkin – Kevin Dillon
- Elden Henson – Max Kane
- Gillian Anderson – Loretta Lee
- Gena Rowlands – Susan „Gram” Pinneman
- Harry Dean Stanton – Elton „Grim” Pinneman